# Xie od Shanga
Prema kineskoj mitologiji, Xie (kineski 契) bio je kineski plemić te predak kraljeva Kine iz dinastije Shang.
Njegova je supruga nepoznata, ali je spomenuto da je bio otac Zhao Minga od Shanga te djed Xiang Tua.
Xieov je otac bio car Ku, dok su Xieova braća bila Hou Ji, car Zhi i car Yao. Xieova majka je bila jedna od Kuovih supruga — Jiang Yuan, Jiandi, Qingdu ili Changyi.